# 穆合塔拜·沙迪克
穆合塔拜·沙迪克（1973年—），新疆伊宁人，乌孜别克族，中国共产党党员，中华人民共和国第十二届全国人民代表大会新疆地区代表。她是中国工商银行乌鲁木齐明德路支行大堂经理，曾被评为全国劳动模范。

## 生平
穆合塔拜毕业于新疆维吾尔自治区工商银行干部学校。2013年，担任全国人大代表。